# Svanen
Die Svanen, auch HLV Svanen, ist ein sehr großer Schwimmkran, der hauptsächlich für Montageeinsätze bei Brücken oder Offshore-Windparks eingesetzt wird. HLV steht dabei für Heavy Lift Vessel (dt. etwa Schwerlast-Schiff) und Svanen ist das schwedische Wort für Schwan.
Mit einer Tragfähigkeit von 8700 Tonnen ist die Svanen der leistungsfähigste Schwimmkran der Welt mit nur einem Kran. Unter dem Einsatz von zwei Kränen („Tandemhub“) besitzen die drei Halbtaucher Thialf, Saipem 7000 und Sleipnir mit 14.200 t, 14.000 t und 20.000 t eine größere Kapazität; die Sleipnir übertrifft dabei auch im Einzelhub die Gesamtkapazität der Svanen. Der Schwimmkran Svanen fährt unter der Flagge der Bahamas.

## Geschichte
Das Schiff wurde 1990 von der Storebælt Group zur Installation der Westbrücke über den Großen Belt, die Storebælt-Brücke, geplant. Den Entwurf der Svanen übernahm die niederländische Firma Gusto Engineering, die schon zahlreiche Arbeitsschiffe und Schwimmkräne entworfen hatte. Der Bau erfolgte zunächst auf der Werft Astilleros y Talleres del Noreste (ASTANO) im spanischen El Ferrol. Komplettiert wurde die Svanen bei der Zwijndrechter Grootint-Werft.
In den Jahren 1994 und 1995 wurden große Umbaumaßnahmen an der Svanen vorgenommen: So wurde die Krankapazität auf 8700 t gesteigert, der Kran selbst um 26 Meter erhöht und leistungsstärkere Antriebe eingebaut. Damit war sie in der Lage, die 13 Kilometer lange Confederation Bridge in Kanada zu bauen. Im November 2014 übernahm das niederländische Unternehmen Van Oord die Offshore-Sparte des bisherigen Eigners Ballast Nedam, einschließlich der Svanen.

## Aufbau und Technik
Die Svanen ist ein selbstangetriebener Schwimmkran in Katamaran-Bauweise. Entwickelt wurde der Kran, um vorgefertigte Elemente von großen Brücken zu installieren. So wurde er unter anderem beim Bau der Öresundbrücke verwendet. Heute wird die Svanen hauptsächlich zur Montage von Offshore-Windparks eingesetzt.
Im Laufe der Arbeitseinsätze wurde die ursprüngliche Krankapazität von 6500 t gesteigert: Zuerst auf 6800 t, dann 7800 t und schließlich auf die heutige Kapazität von 8700 t.
Der Antrieb des Schiffes erfolgt über je zwei drehbare Propellergondeln am Bug und am Heck, die 2400 Kilowatt (kW) beziehungsweise 1250 kW leisten. Zur Unterstützung sind im Bug noch zwei Seitenstrahlruder mit je 630 kW eingebaut.

## Bekannte Projekte
- Storebælt-Brücke
- Confederation Bridge
- Öresundbrücke

## Operationelle Beschränkungen
- maximale Windgeschwindigkeit: 15 m/s
- maximale Strömungsgeschwindigkeit: 1 m/s
- maximale Wellenhöhe: 1 m